# 足代弘訓

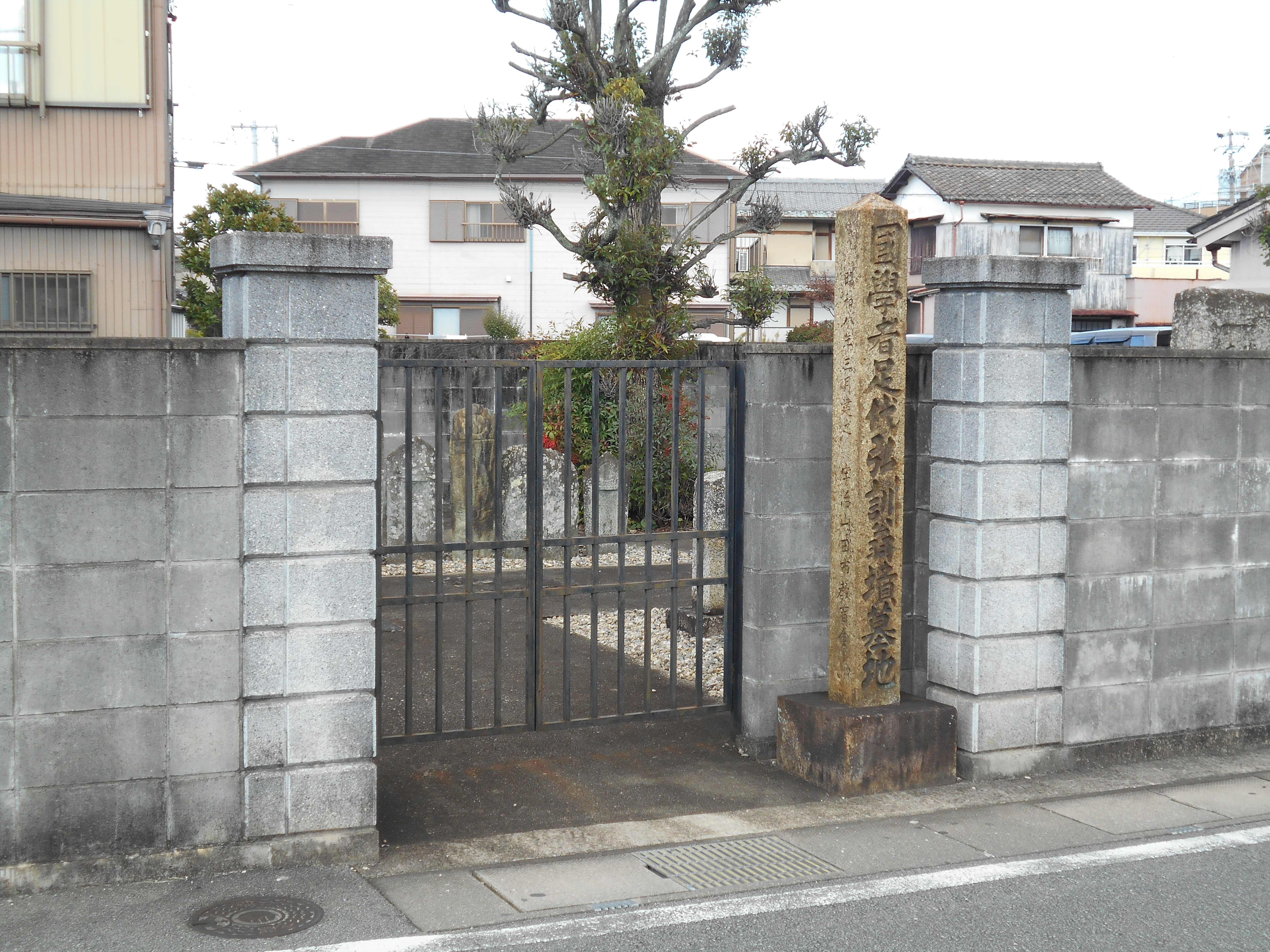
伊勢市駅の北口改札付近にある足代弘訓の墓所（三重県伊勢市、2016年11月に撮影）

足代 弘訓（あじろ ひろのり、天明4年11月26日（1785年1月6日） - 安政3年11月5日（1856年12月2日））は、江戸時代後期の国学者、歌人。号は寛居（ゆたい）。通称は式部・権太夫。父は伊勢外宮祠官足代弘早。伊勢国の人。

## 生涯
伊勢内宮の荒木田久老に国学を学び、久老の没後は本居春庭・本居大平の門に入った。伊勢国山田の鈴屋の師道者とし活躍した。京阪や江戸に出て多くの文人と交流している。大塩平八郎とも親交があったことから、大塩平八郎の乱において関与を疑われて取り調べを受けている。神宮内では祠官の堕落に対して弊風を粛清する運動を展開、天保の大飢饉に際しては窮民救済の運動を行った。幕末期には、多くの志士と交流し、一方で弟子の教育にあたった。
門下に正住弘美、志田義貫、生川正香、白井重固、渡辺政香らがいる。

## 作歌
- 『皇国の四季』（共作）